# Dorothy B. Hughes
Dorothy Belle Hughes född 1904 i Kansas City, Missouri, USA, död 6 maj 1993, var en amerikansk författare. Hon debuterade 1940 med thrillern "The So Blue Marble". Hon har också varit verksam som deckarkritiker i Los Angeles Times.